# Françoise Arnoul
Françoise Arnoul, eigenlijke naam Françoise Gautsch (Constantine, 9 juni 1931 – Parijs, 20 juli 2021), was een Franse actrice. Ze was te zien in een zestigtal langspeelfilms waarvan het merendeel dateert uit de jaren vijftig, haar topperiode.

## Leven en werk

### Afkomst en kindertijd
Françoise Arnoul werd geboren als de dochter van een actrice en een officier die in de toenmalige Franse kolonie Algerije was gelegerd. Na haar huwelijk borg haar moeder haar prille theatercarrière op om zich ten dienste te stellen van de militaire ambities van haar man. Toen haar vader aan het begin van de Tweede Wereldoorlog werd overgeplaatst naar de Marokkaanse hoofdstad Rabat ging de jonge Arnoul daar klassieke danslessen volgen. Ze maakte haar debuut op de scene op 7-jarige leeftijd. Een tijd later verhuisde het gezin naar Casablanca waar ze de wereld van de cinema ontdekte. 

### Beginjaren
Na de Tweede Wereldoorlog vestigde de familie zich in Frankrijk, eerst in Bagnères-de-Bigorre, daarna in Parijs. Arnoul leerde er onder meer Yvonne Roussel, de zus van Michèle Morgan, kennen. Op een dag in 1946 bemachtigde Roussel twee plaatsen in haar zusters loge in een prestigieuze bioscoopzaal en keken de twee vriendinnen naar La Symphonie pastorale, Morgans nieuwste film. Het eerste contact met het sterrendom was een feit. Wat later vertelde Arnoul aan haar moeder dat ze filmactrice wilde worden. Deze besefte dat haar dochter weleens haar eigen vervlogen acteerdroom kon waarmaken en ze schreef haar meteen in voor de toneellessen van mevrouw Bauer-Thérond. Daar liep Arnoul onder anderen Michel Piccoli, Roger Hanin, Anouk Aimée en Dany Carrel tegen het lijf. 
Toen ze bijna 18 jaar was bood Willy Rozier haar haar eerste grote filmrol aan in zijn drama L'Épave (zowel de Engelse titel Sin and Desire als de Duitse titel Tochter der Nacht spraken boekdelen). Ze speelde 'Perrucha', een jonge frivole vrouw. Enkele scènes waarin ze schaars gekleed te bewonderen was maakten haar naam in de filmwereld.

### Jaren vijftig: de doorbraak als wellustige losbol

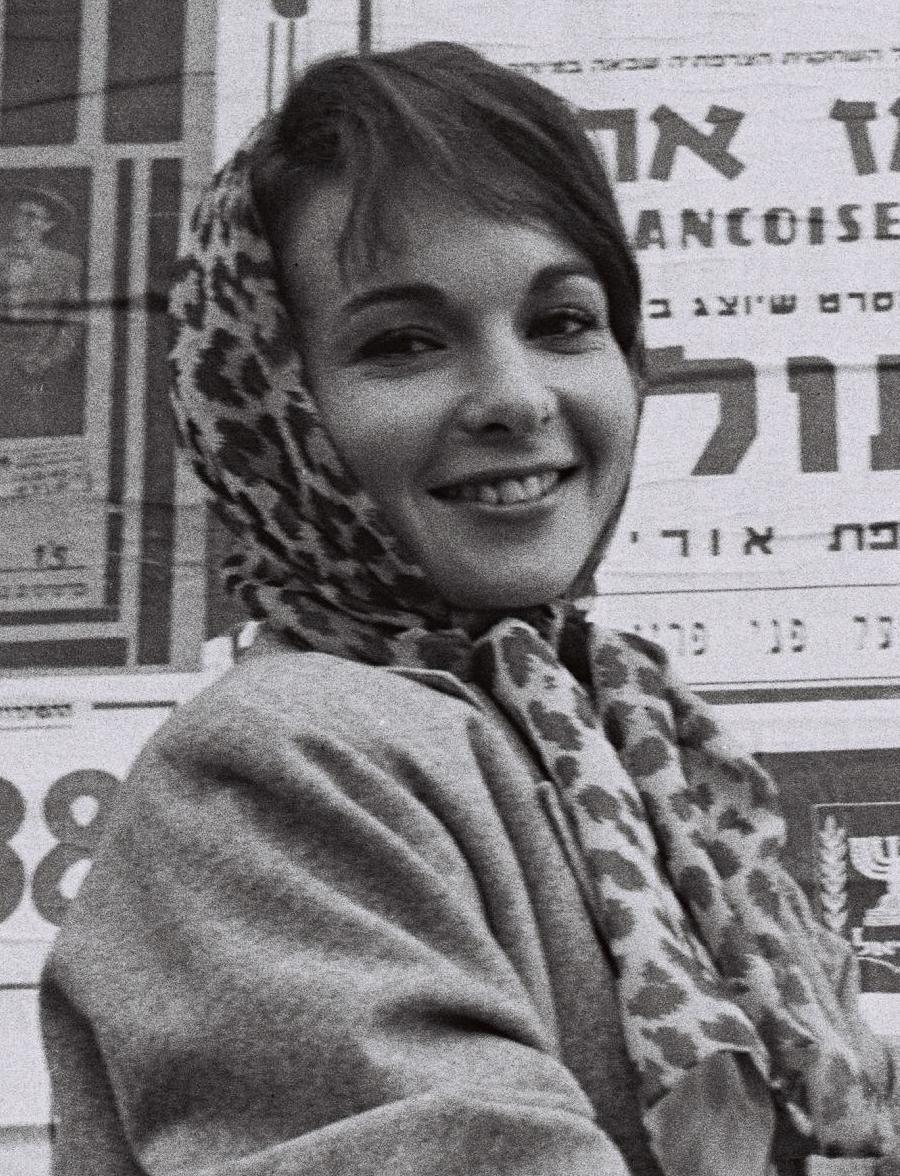
Françoise Arnoul in 1958

Dankzij de komedie Nous irons à Paris, de succesrijkste Franse film van 1950, brak ze definitief door. De volgende tien jaar werd ze voortdurend stereotiep gecast als zedeloze en wellustige losbol die haar sensuele mond en haar smachtende blik uitspeelde en die beschikte over een bijwijlen destructief instinct. Ze verleidde mannen van alle leeftijden in films waarvan sommige titels erg voor zich spraken: in de tragikomedie Le Fruit défendu was ze de verboden vrucht voor de oudere Fernandel, in het drama La Rage au corps speelde ze een perverse nymfomane, het drama Les Compagnes de la nuit speelde zich af in het prostitutiemilieu.

### Jaren vijftig: de ernstiger rollen
Jean Renoir schonk haar haar beroemdste rol als de jonge, naïeve wasvrouw in French Cancan waar ze de nieuwe ster moest worden in directeur Jean Gabins Moulin Rouge. Arnoul vond Gabin een tweede keer op haar weg in het aandoenlijke drama Des gens sans importance waar een slecht uitgevoerde abortus met fatale afloop hun pril geluk in de weg stond. Deze films bewezen dat zij heel wat meer in haar mars had dan sekssymbool spelen. Omdat ze in de rol van lichtzinnige stoeipoes stilaan werd overklast door de drie jaren jongere Brigitte Bardot kreeg ze ernstiger rollen zoals in Roger Vadims misdaadfilm Sait-on jamais... en in Pierre Kasts tragikomedies La Morte-Saison des amours en Vacances portugaises, rollen die haar talent bevestigden. 
Vermeldenswaardig waren ook de politiefilms (Cargaison blanche, Lucky Jo en À couteaux tirés), de thrillers (La Bête à l'affût) en de spionagefilms (Le Bal des espions en het tweeluik La Chatte en La Chatte sort ses griffes) waarin ze speelde rond 1960.

### Bescheiden carrière vanaf de prille jaren zestig
Vanaf de jaren zeventig was Arnoul nog slechts sporadisch op het grote scherm te zien, zoals in de tragikomedie Violette et François (1977), de thriller Ronde de nuit (1984) en het drama Beau rivage (2011). 

### Televisie
In de jaren zestig begon ze op een bescheiden manier voor de televisie te werken. Pas vanaf het begin van de jaren tachtig verscheen ze heel regelmatig in voornamelijk televisiefilms. Daarin vertolkte ze rijkere en gelaagdere rollen van moeders en van ouder wordende vrouwen die haar filmverleden van femme fatale deden vergeten.

### Privéleven
Arnoul leerde haar eerste man, de evenementenorganisator Georges Cravenne, in 1954 kennen tijdens het draaien van French Cancan. Ze huwden in 1956 en scheidden in 1964. Nadat ze cineast Bernard Paul in 1964 had ontmoet op de set van Compartiment tueurs werd ze zijn levensgezellin tot aan zijn overlijden in 1980. Ze gaf haar carrière voor hem op om hem bij te staan bij de verwezenlijking van zijn films. Samen met Marina Vlady richtte het koppel daartoe in 1968 de filmproductiemaatschappij Francina op. Bernard Paul draaide drie films, geëngageerde films die zich afspelen in het arbeidersmilieu.  
In 1995 verschenen haar memoires onder de titel Animal doué de bonheur.
Arnoul overleed op 20 juli 2021 in een Parijs ziekenhuis na een langdurig ziekbed.

## Filmografie (langspeelfilms)
- 1949 - L'Épave (Willy Rozier)
- 1950 - Nous irons à Paris (Jean Boyer)
- 1951 - La Plus Belle Fille du monde (Christian Stengel)
- 1952 - Le Désir et l'Amour (Henri Decoin)
- 1952 - Le Fruit défendu (Henri Verneuil)
- 1953 - Les Amants de Tolède (Henri Decoin)
- 1953 - Dortoir des grandes (Henri Decoin)
- 1953 - Les Compagnes de la nuit (Ralph Habib)
- 1954 - La Rage au corps (Ralph Habib)
- 1954 - Secrets d'alcôve (anthologiefilm, episode Riviera-Express van Ralph Habib)
- 1954 - Le Mouton à cinq pattes (Henri Verneuil)
- 1955 - Si Paris nous était conté (Sacha Guitry)
- 1955 - Des gens sans importance (Henri Verneuil)
- 1955 - Les Amants du Tage (Henri Verneuil)
- 1955 - French Cancan (Jean Renoir)
- 1956 - Paris, Palace Hôtel (Henri Verneuil)
- 1956 - Le Pays d'où je viens (Marcel Carné)
- 1956 - En effeuillant la marguerite (Marc Allégret)
- 1957 - Sait-on jamais... (Roger Vadim)
- 1958 - La Chatte (Henri Decoin)
- 1958 - Thérèse Étienne (Denys de La Patellière)
- 1958 - Cargaison blanche (Georges Lacombe)
- 1959 - La Bête à l'affût (Pierre Chenal)
- 1959 - Le Chemin des écoliers (Michel Boisrond)
- 1960 - La Morte-Saison des amours (Pierre Kast)
- 1960 - Le Bal des espions (Michel Clément)
- 1960 - La Chatte sort ses griffes (Henri Decoin)
- 1962 - Le Diable et les Dix Commandements (anthologiefilm, episode Tu ne convoiteras point / Luxurieux point ne seras van Julien Duvivier)
- 1963 - Vacances portugaises (Pierre Kast)
- 1964 - Lucky Jo (Michel Deville)
- 1964 - À couteaux tirés (Charles Gérard)
- 1966 - Der Kongreß amüsiert sich (Géza von Radványi)
- 1969 - Le Petit Théâtre de Jean Renoir (Jean Renoir)
- 1974 - Diálogos de exiliados (Raoul Ruiz)
- 1977 - Violette et François (Jacques Rouffio)
- 1977 - Dernière sortie avant Roissy (Bernard Paul)
- 1984 - Ronde de nuit (Jean-Claude Missiaen)
- 1987 - Nuit docile (Guy Gilles)
- 1989 - Voir l'éléphant (Jean Marbœuf)
- 1997 - Post coïtum animal triste (Brigitte Roüan)
- 2000 - Photo de famille (Xavier Barthélemy)
- 2000 - Merci pour le geste (Claude Faraldo)
- 2011 - Beau rivage (Julien Donada)
- 2016 - Le Cancre (Paul Vecchiali)